# Kernspurfotografie
Kernspurfotografie ist eine Technik zur Aufnahme von Spuren von Atomen, die bei Kernreaktionen entstehen. Die Kernspurfotografie ist ein Teil der wissenschaftlichen Fotografie.
Für die Kernspurfotografie werden Filme mit besonders dichter Emulsion verwendet.